# Pål Gunnar Mikkelsplass
Pål Gunnar Mikkelsplass (ur. 29 kwietnia 1961 w Bromma) – norweski biegacz narciarski, srebrny medalista olimpijski i czterokrotny medalista mistrzostw świata.

## Kariera
Startował na igrzyskach olimpijskich w Sarajewie, gdzie w swoim najlepszym starcie, na dystansie 30 km techniką klasyczną, zajął 12. miejsce. Na 
igrzyskach olimpijskich w Calgary osiągnął swój największy sukces olimpijski zdobywając srebrny medal w biegu na 15 km stylem klasycznym. Lepszy od Norwega okazał się tylko reprezentant ZSRR Michaił Diewiatjarow. Zajął także 6. miejsce w sztafecie oraz biegu na 30 km techniką klasyczną oraz 9. miejsce w biegu na 50 km techniką dowolną. Na późniejszych igrzyskach już nie startował.
W 1982 r. zadebiutował na mistrzostwach świata biorąc udział w mistrzostwach w Oslo. Wraz z Larsem Erikiem Eriksenem, Ove Aunlim i Oddvarem Brå zdobył tam złoty medal w sztafecie 4 × 10 km. Jego najlepszym wynikiem na tych mistrzostwach było 10. miejsce w biegu na 15 km techniką dowolną. Na mistrzostwach świata w Seefeld Norwegowie w składzie Arild Monsen, Pål Gunnar Mikkelsplass, Tor Håkon Holte i Ove Aunli zdobyli drugi z rzędu złoty medal w sztafecie. W indywidualnych startach Mikkelsplass plasował się poza czołową dziesiątką. Lepiej zaprezentował się na mistrzostwach świata w Oberstdorfie, gdzie zajął między innymi 4. miejsce w biegu na 15 km techniką klasyczną. Na tych samych mistrzostwach sztafeta norweska z Mikkelsplassem w składzie wywalczyła brązowy medal. Dwa lata później, podczas mistrzostw świata w Lahti zdobył kolejny medal. Wywalczył tam srebrny medal na dystansie 15 km stylem klasycznym, szybszy był jedynie Harri Kirvesniemi z Finlandii. Startował także na mistrzostwach świata w Val di Fiemme w 1991 r. Nie odniósł tam jednak sukcesu, zajmując jedynie 12. miejsce w biegu na 10 km techniką klasyczną.
Najlepsze wyniki w Pucharze Świata osiągnął w sezonie 1987/1988, kiedy to zajął trzecie miejsce w klasyfikacji generalnej. Łącznie 19 razy stawał na podium zawodów Pucharu Świata, w tym 3 razy zwyciężał. W 1997 r. postanowił zakończyć karierę.
Podczas mistrzostw świata juniorów w Mont-Sainte-Anne w 1979 roku zajął jedenaste miejsce w biegu na 15 km oraz trzecie w sztafecie. Na rozgrywanych rok później mistrzostwach świata juniorów w Örnsköldsvik był siódmy na dystansie 15 km, a w sztafecie ponownie zdobył brązowy medal. Ponadto podczas mistrzostw świata juniorów w Schonach w 1981 roku zwyciężył w sztafecie, a w biegu na 15 km był czwarty.
Jego żoną od 1994 r. jest trzykrotna medalistka olimpijska i trzykrotna medalistka mistrzostw świata Marit Mikkelsplass. Także jego szwagierka Hildegunn Fossen uprawiała biegi narciarskie.

## Osiągnięcia

### Igrzyska olimpijskie
| Miejsce | Dzień     | Rok  | Miejscowość | Konkurencja             | Czas biegu | Strata  | Zwycięzca           |
| ------- | --------- | ---- | ----------- | ----------------------- | ---------- | ------- | ------------------- |
| 12.     | 10 lutego | 1984 | Sarajewo    | 30 km stylem dowolnym   | 1:24:26,3  | +3:24,3 | Nikołaj Zimiatow    |
| 17.     | 13 lutego | 1984 | Sarajewo    | 15 km stylem klasycznym | 41:25,6    | +1:34,1 | Gunde Svan          |
| 2.      | 15 lutego | 1988 | Calgary     | 30 km stylem klasycznym | 1:24:26,3  | +14,5   | Aleksiej Prokurorow |
| 6.      | 22 lutego | 1988 | Calgary     | Sztafeta 4 × 10 km      | 1:43:58,6  | +2:50,1 | Szwecja             |
| 9.      | 27 lutego | 1988 | Calgary     | 50 km stylem klasycznym | 2:04:30,9  | +3:49,1 | Gunde Svan          |

### Mistrzostwa świata
| Miejsce | Dzień       | Rok  | Miejscowość   | Konkurencja             | Czas biegu | Strata  | Zwycięzca         |
| ------- | ----------- | ---- | ------------- | ----------------------- | ---------- | ------- | ----------------- |
| 10.     | 23 lutego   | 1982 | Oslo          | 15 km stylem dowolnym   | 38:52,5    | +39,3   | Oddvar Brå        |
| 1.      | 25 lutego   | 1982 | Oslo          | Sztafeta 4 × 10 km      | 1:56:27,6  | -       | Ex aequo ZSRR     |
| 11.     | 22 stycznia | 1985 | Seefeld       | 15 km stylem klasycznym | 40:42,7    | +1:42,3 | Kari Härkönen     |
| 1.      | 24 stycznia | 1985 | Seefeld       | Sztafeta 4 × 10 km      | 1:52:21,0  | -       | -                 |
| 14.     | 27 stycznia | 1985 | Seefeld       | 50 km stylem klasycznym | 2:10:49,9  | ?       | Gunde Svan        |
| 8.      | 12 lutego   | 1987 | Oberstdorf    | 30 km stylem klasycznym | 1:24:30,1  | +4:49,2 | Thomas Wassberg   |
| 4.      | 15 lutego   | 1987 | Oberstdorf    | 15 km stylem klasycznym | 43:01,8    | +10,6   | Marco Albarello   |
| 3.      | 15 lutego   | 1987 | Oberstdorf    | Sztafeta 4 × 10 km      | 1:38:04,6  | +43,6   | Szwecja           |
| 10.     | 18 lutego   | 1989 | Lahti         | 30 km stylem klasycznym | 1:24:56,9  | +1:44,2 | Władimir Smirnow  |
| 2.      | 22 lutego   | 1989 | Lahti         | 15 km stylem klasycznym | 42:40,7    | +3,3    | Harri Kirvesniemi |
| 4.      | 15 lutego   | 1989 | Lahti         | Sztafeta 4 × 10 km      | 1:40:12,3  | +1,8    | Szwecja           |
| 12.     | 11 lutego   | 1991 | Val di Fiemme | 10 km stylem klasycznym | 25:55,0    | ?       | Terje Langli      |

### Mistrzostwa świata juniorów
| Miejsce | Dzień       | Rok  | Miejscowość      | Konkurencja             | Wynik      | Strata   | Zwycięzca        |
| ------- | ----------- | ---- | ---------------- | ----------------------- | ---------- | -------- | ---------------- |
| 11.     | 16 lutego   | 1979 | Mont-Sainte-Anne | 15 km stylem klasycznym | 43:51,76   | +1:33,68 | Thomas Eriksson  |
| 3.      | 18 lutego   | 1979 | Mont-Sainte-Anne | Sztafeta 3 × 10 km      | 1:28:33,10 | +1:13,28 | ZSRR             |
| 7.      | luty/marzec | 1980 | Örnsköldsvik     | 15 km stylem klasycznym | 45:44      | +2:08    | Aleksandr Czajko |
| 3.      | luty/marzec | 1980 | Örnsköldsvik     | Sztafeta 3 × 10 km      | 1:29:03    | +2:47    | ZSRR             |
| 4.      | luty        | 1981 | Schonach         | 15 km stylem klasycznym | 46:06,8    | +13,34   | Lars-Göran Dahl  |
| 1.      | luty        | 1981 | Schonach         | Sztafeta 3 × 10 km      | 1:28:14,63 | -        | -                |

### Puchar Świata
W sezonach 1973/1974 - 1980/1981 Puchar Świata rozgrywany był nieoficjalnie.

#### Miejsca w klasyfikacji generalnej
- sezon 1980/1981: 10.
- sezon 1981/1982: 20.
- sezon 1982/1983: 6.
- sezon 1983/1984: 31.
- sezon 1984/1985: 5.
- sezon 1985/1986: 4.
- sezon 1986/1987: 16.
- sezon 1987/1988: 3.
- sezon 1988/1989: 4.
- sezon 1990/1991: 43.
- sezon 1991/1992: 21.
- sezon 1992/1993: 88.
- sezon 1994/1995: 69.

#### Zwycięstwa w zawodach
| Nr | Dzień      | Rok  | Miejscowość   | Konkurencja             | Czas biegu |
| -- | ---------- | ---- | ------------- | ----------------------- | ---------- |
| 1. | 9 stycznia | 1982 | Reit im Winkl | 15 km stylem klasycznym | ?          |
| 2. | 18 grudnia | 1982 | Davos         | 15 km stylem klasycznym | ?          |
| 3. | 27 marca   | 1988 | Rovaniemi     | 50 km stylem klasycznym | ?          |

#### Miejsca na podium
| Nr  | Dzień       | Rok  | Miejscowość   | Konkurencja             | Czas biegu | Pozycja | Strata  | Zwycięzca            |
| --- | ----------- | ---- | ------------- | ----------------------- | ---------- | ------- | ------- | -------------------- |
| 1.  | 21 marca    | 1981 | Whitehorse    | 15 km                   | ?          | 2.      | ?       | Thomas Wassberg      |
| 2.  | 9 stycznia  | 1982 | Reit im Winkl | 15 km stylem klasycznym | ?          | 1.      | -       | -                    |
| 3.  | 18 grudnia  | 1982 | Davos         | 15 km stylem klasycznym | ?          | 1.      | -       | -                    |
| 4.  | 4 marca     | 1983 | Lahti         | 15 km stylem klasycznym | ?          | 2.      | ?       | Aleksandr Zawjałow   |
| 5.  | 15 grudnia  | 1984 | Davos         | 30 km stylem klasycznym | ?          | 2.      | ?       | Ove Aunli            |
| 6.  | 16 lutego   | 1985 | Witosza       | 15 km stylem klasycznym | ?          | 3.      | ?       | Gunde Svan           |
| 7.  | 14 marca    | 1985 | Oslo          | 15 km stylem klasycznym | ?          | 3.      | ?       | Thomas Wassberg      |
| 8.  | 8 grudnia   | 1985 | Labrador City | 15 km stylem klasycznym | ?          | 3.      | ?       | Gunde Svan           |
| 9.  | 14 marca    | 1987 | Kawgołowo     | 15 km stylem klasycznym | ?          | 3.      | ?       | Torgny Mogren        |
| 10. | 12 grudnia  | 1987 | La Clusaz     | 15 km stylem dowolnym   | ?          | 3.      | ?       | Torgny Mogren        |
| 11. | 19 grudnia  | 1987 | Davos         | 15 km stylem klasycznym | ?          | 2.      | ?       | Gunde Svan           |
| 12. | 19 lutego   | 1988 | Calgary       | 15 km stylem klasycznym | 41:18,9    | 2.      | +14,5   | Michaił Diewiatjarow |
| 13. | 27 marca    | 1988 | Rovaniemi     | 50 km stylem klasycznym | ?          | 1.      | -       | -                    |
| 14. | 14 grudnia  | 1988 | Bohinj        | 30 km stylem dowolnym   | ?          | 3.      | -       | Gunde Svan           |
| 15. | 17 grudnia  | 1988 | Val di Sole   | 15 km łączony           | ?          | 3.      | -       | Gunde Svan           |
| 16. | 7 stycznia  | 1989 | Kawgołowo     | 15 km stylem klasycznym | ?          | 2.      | ?       | Vegard Ulvang        |
| 17. | 13 stycznia | 1989 | Nové Město    | 15 km stylem dowolnym   | ?          | 2.      | ?       | Gunde Svan           |
| 18. | 15 stycznia | 1989 | Nové Město    | 30 km stylem klasycznym | ?          | 2.      | ?       | Gunde Svan           |
| 19. | 22 lutego   | 1989 | Lahti         | 15 km stylem klasycznym | 42:40,7    | 2.      | +3,3    | Harri Kirvesniemi    |
| 20. | 29 lutego   | 1992 | Lahti         | 15 km stylem klasycznym | 38:13,1    | 3.      | +1:01,1 | Bjørn Dæhlie         |